# 소성 (북송)
소성(紹聖, 1094년 4월 ~ 1098년 5월)은 북송 철종(哲宗) 조후(趙煦)의 두번째 연호이다. 4년 2개월 가량 사용하였다.

## 개원
- 원우(元祐) 9년 4월 12일[1](1094년 4월 29일)에 연호를 소성(紹聖)으로 개원함.[2][3][4][5]

- 소성(紹聖) 5년 5월 19일[6](1098년 6월 20일)에 연호를 원부(元符)로 정하고, 다음 달 6월 1일[7](1098년 7월 2일)에 개원함.[2][8][4][5]

## 연대 대조표
| 소성       | 원년            | 2년             | 3년        | 4년        | 5년        |
| 서기(西紀) | 1094년          | 1095년          | 1096년     | 1097년     | 1098년     |
| 간지(干支) | 갑술(甲戌)      | 을해(乙亥)      | 병자(丙子) | 정축(丁丑) | 무인(戊寅) |
| 요(遼)     | 대안(大安) 10년 | 수창(壽昌) 원년 | 2년        | 3년        | 4년        |

## 동시대 연호

### 중국
요(遼)
- 대안(大安) (1085년 ~ 1094년)
- 수창(壽昌) (1095년 ~ 1101년)

서하(西夏)
- 천우민안(天祐民安) (1090년 ~ 1097년)
- 영안(永安) (1098년 ~ 1100년)

대중국(大中國)
- 상치(上治) (1094년 ~ 1095년)

대리국(大理國)
- 천수(天授) (1096년)
- 명개(明開) (1097년 ~ 1103년)

### 베트남
- 호이퐁(會豊) (1092년 ~ 1100년)

### 일본
- 간지(寬治) (1087년 ~ 1094년)
- 가호(嘉保) (1094년 ~ 1096년)
- 에이초(永長) (1096년 ~ 1097년)
- 조토쿠(承德) (1097년 ~ 1099년)

## 같이 보기
- 중국의 연호 목록